# 青少年
青少年（英語：adolescence，為拉丁文「adolescere」的變體，意指成長。）是身體和心理發展的過渡階段，此一階段通常發生在青春期到法定成年期間。青少年通常是指12-18歲的人，但其應有的身體、心理或文化表現可能會更早開始和更遲結束。例如，青春期現在通常在前青少年期的階段開始，此一情況在女性中尤其普遍。認知發展（特別是大腦前額葉皮質所負責的控制衝動）和身體體型發育（特別是男性）可持續至20多歲。因此，年齡只是青少年的粗略象徵，學者們發現很難就青少年的精確定義達成共識。
要對青少年的全面了解，需要從各個角度入手，包括心理學、生物學、神經認知科學、歷史、社會學、教育和人類學。宏觀所有角度，一般認為青少年是兒童和成年之間的過渡期，其文化目的是孩子要對成年人這一角色進行準備。這是一個多重過渡時期，該些過渡範疇包括教育、培訓、就/失業，以及從一種生活環境過渡至另一種生活環境。
青少年的結束和成年的開始因國家和個體功能而異。此外，即使在同一國家或文化中，也可能有不同的年齡界定（按時間和法律）一個人是否足以成熟到讓社會賦予他們某些特權和責任，也有相對應的「儀式」甚至如頒禮帽、祭祀祖先、刺青、完成獨立狩獵、性交、照顧另一個生命等「成年禮」來完成如此的期待。這些里程碑包括駕車、擁有合法的性關係、在武裝部隊服役或擔任陪審團、購買和飲用酒精飲料、投票、簽訂合同、完成某些教育水平和結婚。青少年的來臨通常伴隨著父母或法定監護人的放寛限制，包括與前青少年期相比下較少的監管。
在研究青少年發展時，其可按生物學上的特徵作定義，如青少年開始時的生理轉變和結束時的生長停止；亦可按認知上的特徵作定義——抽象和多角度思維的能力變化；還有社會學的定義——對成年人此一角色進行準備的時期。處於青春期的人的身體會出現一系列變化，其中包括性器官逐漸成熟、身高增加、體重增加，大腦結構和組織的重大變化。認知上的改變則包括知識水平上升和變得更能掌握抽象思維和理性思維。青少年發展是一門跨學科的學問：屬神經科學或生物行為健康領域的研究者可能側重於青春期期間大腦的結構變化，及其對認知或社會關係的影響。對青少年感興趣的社會學家可能側重於他們的社會角色，以及社會文化对其角色的影響。发展心理学家則可能側重於青少年與家長和同伙之間的關係變化。一些科學家對「青少年是否一個具有共同特徵的群體」存有疑問，並認為青少年的「典型特質」並不是必定會出現的。

## 身體發展

### 青春期
青春期是一段維持好幾年的時期，期間經歷者的身體和心理都会出現很大的轉變。男女孩踏入青春期的平均年龄分别為12歲和11歲 。每個人踏入青春期的時間（及其結束的時間）都會受到遺傳因子影響，但像飲食和運動般的環境因子亦会对其有所影響。以上因子也可能促使早熟和遲熟的情況出現。
青春期發育的顯着特徵在於身高、體重、身體結構，以及循環和呼吸系統的獨特生理變化。這些變化很大程度上可歸因於體內激素的濃度改變。一旦青春期開始，扮演着组织者的角色的激素便會使身體以某種方式作出反应，促使身体产生變化，此外其亦會引起行為變異。
青春期期間身體會出現一些變化，該發展階段以第二性徵的出現和發展為特徵（第二性徵的例子有男性聲音變得低沉、喉结變大；女性乳房發育、臀部變得更為突出），他們體內激素的濃度改變至接近成人的水平。這些基本都是腦下垂體所引發的反應，其会分泌多種進入血液的激素，引發連鎖反應。男性和女性的性腺因而遭到激活，使當事人急速地生長和發育，並開始產生大量必需的化學物質。睾丸會分泌睾酮至血液，卵巢则會分泌雌激素。這些激素的分泌量會逐漸增加，直至性成熟為止。一些男性可能会因性激素失調而患上男性乳房发育症。
男性的鬍鬚通常在青春期的後期階段出現。鬍鬚通常首次出現於15至19歲之間，並於上唇的角落長出。若不刮鬍子，它就會擴至整個上唇，形成髭，然後擴至臉頰上部和下唇下方。最後擴至下巴的兩側和下方邊緣，形成一整個完整的鬍鬚。與大多數人類生物進程一樣，此一順序可能因人而異；另外亦有人很晚才長出鬍鬚。一些男性在青春期後的10年內都不會長出一整個完整的鬍鬚，鬍鬚亦於青春期後2-4年內繼續變粗、變黑、變密。
男性踏入青春期的一項顯着象徵便是初精，男性首次射精的平均年齡為13歲。對於女性而言便是初潮，女性首次出現月經的平均年齡為12-13歲。初潮出現的年齡受到遺傳因子影響，但飲食和生活方式都会有一定影響。無論該名女性擁有哪一种基因，都必須有一定比例的身體脂肪，才能使初潮到來。因此習慣高脂肪飲食且運動量少的女性初潮平均來得相對較早。營養不良或需進行大量體力勞動的女性初潮則平均來得相對較遲。
踏入青春期的時機也可能會對心理和社交产生重大影响。早熟的男性通常比他們的朋友更高更強壯，他們的相關特徵對吸引潛在伴侶關注和成為運動選手是有利的。青少男往往會渴望自己擁有良好的身体意像，因其能使自身更自信、更安全和更獨立。晚熟的青少男可能會把自身與成熟的朋友和同齡人作比較，並因此對自己的身体感到自卑。然而早熟對青少男而言亦有負面影響——早熟的青少男可能會因激素而變得更具攻擊性。因為他們比同齡人顯得更为成熟，所以所面臨的社會壓力亦較大，那些壓力会迫使他們作出符合社會規範的行為。社會亦可能会視早熟的青少男更為情緒化，但事实上只是他們的認知和社會發展落後於他們的外表而已。研究表明，早熟的青少男更有可能是性活躍的，並更有可能从事高風險行為。
對於青少女而言，早熟有時會增加自我意识过剩出現的機會，儘管這是典型成熟女性的其中一項特徵。由於她們的身體提前發育，所以青少女可以会變得更缺乏安全感和獨立性。早熟亦会使她們比同齡人更有可能患上进食障碍（比如神经性厌食症）。將近一半的美國女高中生節食減肥。此外情緒和精神還沒完全成熟的青少女可能不得不面對較大年纪的少男所提出的性邀請。早熟的青少女除了較有機會擁有相對較早的性经驗和意外懷孕经歷之外，她們亦較可能接觸酒精飲料和娛樂性藥物。那些經歷过以上事物的學生的学業成绩往往不及「沒有經驗」的同輩。少女通常於15-17歲期間完成發育；少男則於16-18歲完成整段青春期。青春期後身高一般不会再增加。少女在出現青春期的首次身體變化後再隔四年才会進入性成熟期。少男的性成熟速度則相對較慢，但相關過程的持續时間比女性多兩年（出現青春期的首次身體變化後再隔六年才会進入性成熟期）。

### 急速發育
青春期時甲狀腺激素和雄激素這兩種生長激素会同時釋放，導致当事人的身高和體重迅速增加。青少男的發育平均比女性遲兩年。在發育的高峰时段，青少年的生長速度幾乎跟幼兒一樣，分別一年長高10.3厘米（青少男）和9厘米（青少女）。除了身高，體重也会在青春期間顯著增加——期間所得到的體重幾乎等於成年时的一半。即使過了青春期，早期成年男性和青少男的肌肉仍可繼續發展。
身體不同部位急速發展的起始年龄各有先後，但對於所有青少年而言皆有统一的順序—— 最先發展的地方是他們的手掌、腳掌和頭部，其后是手臂和腿，最後是身躯和肩膀。
青春期期間，骨頭会變得更脆硬；在青春期結束時，長骨的末端会闭合。而此一过程可能有种族差異——非裔美國青少年的骨密度顯著高於白人，這種差異可能是非裔美國女性較少患上骨質疏鬆症和骨折的原因。
在青春期期間，體脂肪和肌肉的分佈亦会發生顯著的變化，該些變化在兩性中存有差異。青春期之前，兩性的相關分佈幾乎沒有差異；青春期期間，青少男的肌肉發展速度較青少女快，儘管兩性的肌肉皆於青春期期間快速地發展。不過在體脂肪的增加上，少男的增加速度顯著低於少女；女性的體脂增加现象在青春期之前的幾年就已经出现。過了青春期的少男的肌肉脂肪比大约为3比1，少女則大约為5比4。這可能有助於解釋兩性在運動表現上的差異。
青春期發育还会影響循環和呼吸系統。青少年心臟和肺部的大小和可容纳量皆会增加。這些變化使得他們能應付更強更持久的運動，並擁有顯著的兩性差異——與女性相比，男性的「心臟和肺部一般較大、收縮壓較高、靜止心率較低、血液攜氧能力較強、中和因肌肉收缩而产生的化學副產物的能力較強，以及擁有較多的血紅蛋白和血紅細胞」。
儘管在遺傳上存有一些性別差異，環境因子在青春期的生理變化中亦扮演十分重要的角色。例如少女往往會在前青春期时減少身體活動，並可能缺乏攝取像鐵質般的重要營養素。這些環境因子会对女性的身体發育有所影響。

### 與生殖有关的轉變
第一性徵是指與性器官直接有關的特徵。对於男性而言，青春期的第一階段中睾丸和陰囊会發育，隨後則是陰莖。在陰莖發育的時候，精囊、前列腺和尿道球腺亦会同時發育和變大。初精一般發生在陰莖加速發育後的大約一年。與生理因素相比，这有較大可能受文化因素影響，因為對於許多少男而言，第一次射精往往是由自慰所引起的。一般少男在成年之前便具有生育能力。
對於女性而言，青春期第一性徵的變化主要是子宮、陰道和生殖系統其他方面的發育。初潮此一轉變伴隨著一系列激素的變化。一般而言，女性在初潮後再過幾年才具有完全的生育能力，因為常规性排卵在初潮大约兩年后才会出现。
第二性徵是指所有不跟性生殖直接有关的轉變。對於男性而言，該些轉變包括長出體毛、恥毛以及鬍鬚、聲音變得低沉、上臂和大腿周圍的皮膚變得粗糙、汗腺變得更为發達。對於女性而言，則包括臀部變寬、乳房變得豐滿、長出陰毛、乳暈增大、乳頭隆起。在青春期出現的第二性徵的發育可以以坦納分期來測量。

### 腦部發展
剛踏入青春期的人的腦部尚未發展完全。在10到25歲之間，腦部會發生一些對行為有重要影響的變化。人的腦部大小在6歲時便達至成年的90％，因此青少年的腦部不会有任何顯著的大小改變，但是在青少年晚期以前，腦部的皺摺都會變得愈加複雜。
在青少年時期，腦部中的白質總量会綫性地上升，灰质總量則呈U形走勢。此外當中亦会通過突觸修飾此一過程，使腦中不必要的神經連接遭到消除，並使灰质總量減少，但这並不代表腦部喪失部分功能；相反腦部的效率因更多髓鞘的形成和不必要的神經連接減少而增加。
腦部中首批被修飾的是負責初级功能的區域，比如運動區、感覺區。在後期階段，負責的功能相对較为高級的腦區的一些物質會遭到清除，相關腦區包括外側前額葉皮質等。腦部中其中一項較具意義的變化亦發生於前額葉皮層，其主要負責決策和認知控制等高級認知功能。在青春期期間，前額葉皮質会形成更多髓鞘，其突觸的修飾次數亦会增加，这除了会使得信息處理的效率提高，還會使前額葉皮層和腦部其他區域之間的神經連接加強。
现时已知有三种神经递质會對青少年的腦部發展產生重要影響，它們分別是谷氨酸、多巴胺以及血清素。谷氨酸是一種興奮性神經遞質。大多數在青少年時期被修飾的神經連接上存有谷氨酸等興奮性神經遞質的受體。
多巴胺與愉悅感和決策過程中的環境協調有关。在青少年時期，边缘系统以及前額葉皮質所接收的多巴胺水平會增加。興奮性神經遞質跟抑制性神經遞質的不平衡和多巴胺活性增加這兩點皆可能使青少年容易感到無聊，且容易採取冒險行為。
血清素是一種參與情緒和行為調節的神经递质。其主要參與邊緣系統的活動，且對獎懲決定、情感體驗和社會信息的處理有着重要的作用。邊緣系統中的多巴胺和血清素的水平變化会使得青少年更为情緒化，並對獎勵和壓力有着更大的反應。情緒有着更大起伏这点會增加青少年的脆弱性。血清素發揮作用的地方亦不只限於邊緣系統：好幾处的血清素受體的基因表達會在青少年時期發生顯著變化，此一情況在人類的額葉和前額葉皮質中尤其明顯。

## 認知發展
認知能力亦於青少年时期快速發展。發展心理學家皮亞傑指出，抽象思维能力会在青少年时期增強，且以自我为中心的思想也会減少，这可使得他們的思考和推理角度更為廣闊。功能性磁共振成像（fMRI）和行为科学的综合研究已證明，用以管理和控制思想以及行為的管控功能会在此期間發展；該功能在很大程度上跟前額葉皮質有關。於青少年时期發展的思想、理念和觀念对該人的將來有着重大影響，並在品格和人格形成上扮演着重大的角色。
腦內結構的改變、經驗和知識的增加以及不斷變化的社會需求，皆会使認知能力快速發展（參見腦部發展一節）。儘管該些變化發生的時機因人而異，但是以下所探討的是起始於青春期，或是過了青春期不久后开始發生的變化；当中一些在青春期以后亦会繼續發展。双系统模型此一理論指出，社會情緒系統的發展與大腦認知控制系統之間的不平衡會使青少年更勇於採取冒險行為。

### 相關觀點
對於青少年的認知發展，目前已有兩大主要派别各自提出不同的分析角度。一派主張以建構主義的角度去了解他們的認知發展，並以皮亞傑的研究为依據，主張青少年的認知改善是相对較为突然且大幅度的。另一派则主張以資訊處理的角度去分析，它源於對人工智能的研究，試圖從思維過程的具體構成部分的發展去解釋認知發展。

### 認知能力的改善
15歲左右的青少年的基本思維能力可以跟成年人相提並論。青少年相關方面的改善主要發生於5方面：
1. 注意力。在选择性注意力方面有所改善，即其將注意力凝聚於某一個刺激源，而忽略其他刺激源的能力有所提升。分開性注意力也有所改善，即其將注意力凝聚於兩个或以上的刺激源的能力有所提升[69][70]。
2. 記憶力。工作记忆力和长期记忆力皆有所提升[71]。
3. 資訊處理的速度。青少年的思考速度較兒童快。處理速度在5歲-青少年中期之間急劇提升，然後在15歲時升幅開始減缓，青少年後期和成年期兩者的資訊處理速度幾乎沒有變化[72]。
4. 組織能力。青少年更了解自己的思考過程，並能使用记忆术等策略幫助自己思考[73]。
5. 後設認知能力。

2005年以后的眾多研究表明，腦部在20多岁以前尚未發展完全。

### 假設和抽象思維
與兒童相比，青少年的思維較不限於具體的事物：他們可思慮到目前不存在的事物的可能性。青少年對「可能性」的思考能力增加的其中一項表现为演繹推理技巧的提高，此一技巧的提高会促使假設性思維發展，繼使預先計劃、預測行動的後果，以及尋找事件的替代解釋的能力有所提升。這也使得青少年在爭論上更为有技巧，因為他們可以推翻朋友或父母的假設。青少年亦對概率有着更深入的理解。
另一個青少年認知發展的顯著面就是更系統性的抽象思維的顯現。例如青少年比兒童更容易理解雙關、諺語、隱喻和類比中特定的高階抽象邏輯。使他們能夠理解語言如何傳達像諷刺、隱喻、挖苦般的多重信息（9歲以下的兒童往往無法理解挖苦背后的意思）。

### 後設認知
認知能力的其中一項發展牽涉到對「思考過程」本身的思考，亦即一個遭稱為後設認知的過程。它一般牽涉到對自身在思考過程中的認知活動的監控。青少年對自身的思維模式的了解一旦提高，便会使自控能力和学習表现一同提升。它也與社會認知有關——其會使當事人的內省能力和自我意識程度提升，並使其更为理智化。與兒童相比，青少年明顯更能夠理解人們不能完全控制自己的精神活動。能夠內省這點可能會導致兩種不同類型的青少年自我中心，繼使當事人產生兩種截然不同的思維問題：假想的觀眾與個人傳奇。「自我中心」可能在15歲時達到高峰，並一般伴隨着自我意识过剩的情況。
與後設認知和抽象思維相關的心智理論在青少年時期也會變得更複雜。青少年能以社會觀點理解他人——即使他們本人並不是當事人，他們仍可以透过想象理解某人的思想/行為如何影響他者的思想/行為。

### 相對性思維
與兒童相比，青少年更傾向於質疑他人的主張，且較少把资料視為絕對正確。他們从家庭圈子以外的人中得知於圈子內被教導的绝对规條，實質上並不是所有人皆要遵守的。除此之外，他們还开始開始區分常理內外的规條——避免接觸「燙手山芋」及打破那些具文化规範的规條（比如禮儀、約會的最低年齡）。較小年纪的兒童不会懂得此一劃分。这种轉變可能會使青少年更勇於在不同方面質疑權威。

### 智慧
智慧，亦即由所累積的经驗發展而來的洞察力和判斷能力，會在14-25歲期間增加，然後增長速度会放慢。因此在青少年-成人過渡期期間，当事人所得到的智慧與年齡有關。智慧與智商並不相同：青少年的智商測試成績並沒有顯著的提高，因為測試成績本身是與同齡人的成績相对。智商測試排名通常是不会改變的，因为每個人成熟的速度大致相同。

### 冒險行為
由於青少年大多數的受傷跟較高風險的行為（比如高風險駕駛所致的車禍、酗酒、没有任何安全措施保護的性行為）有關，所以研究者已針对青少年從事冒險行為时的認知和情緒进程進行了大量研究。在解決這個問題時，相对較为重要的是區分那些青少年更有可能從事高風險行為（盛行率）、他們在作與風險有關的抉择时所考慮的是否與成年人相似（認知處理角度），以及是否因衡量優次不同而得出不同的結論。行为决策理論指出，青少年和成年人皆会衡量行为本身潛在的利弊，然而现有研究表明，青少年比成年人更重視「利」那方面，特別是社交方面的「利」。
现有研究支持青少年和成年人以類似的方式考慮風險的假設，但兩者由於價值觀不同，所以最后導向的结果也会有所不同。一些研究者認為，青少年更愛冒險这点可能在演化上存有優勢：例如若没有冒險的慾望，那麼青少年就不會有離開家庭所需的動力或決心。此外從人口整體的角度而言，社会上存有一群更願意承擔風險和嘗試新方法的人是有好处的，因为他們可以跟較年長的成年人的保守傾向互相抗衡，並打破他們所持的固有常識。傾向於冒險这点也可能具有生殖上的優勢：使得青少年在性吸引和約會方面有了一個新的焦點，並使潛在的伴侶得以打動。研究還表明青少年的刺激尋求基綫可能会影響其一生对高風險行為的態度。
從事性行為本身具有潛在的後果，對於青少年而言更是如此。没有任何安全措施保護的性行為、使用效果強差人意的避孕方法（比如體外排精法）、擁有多個性伴侶，以及跟伴侣欠溝通皆会增加從事性行為的風險，不論是健康上還是人際關系上。一些生活上的风險因子一般與青少年較高風險的性行為有關，比如遭受虐待、欠缺父母支持和管束。

### 行為抑制
包括消弱學習此一能力在內，行為抑制能力會在青少年時期有所減弱，故此青少年相對較不能抑制自身作出可能產生負面後果的行動，比如使用非法藥物和從事没有任何安全措施保護的性行為。這種現象亦對那些建基於消弱原理之上的行為疗法產生影響，比如用於治療焦慮和藥物成癮的线索暴露疗法（cue exposure therapy）。有評論認為「青少年行為抑制能力減弱」此一特点可解釋他們在透過行為疗法治療藥物成癮後，往往会再次成癮的傾向。

## 心理發展

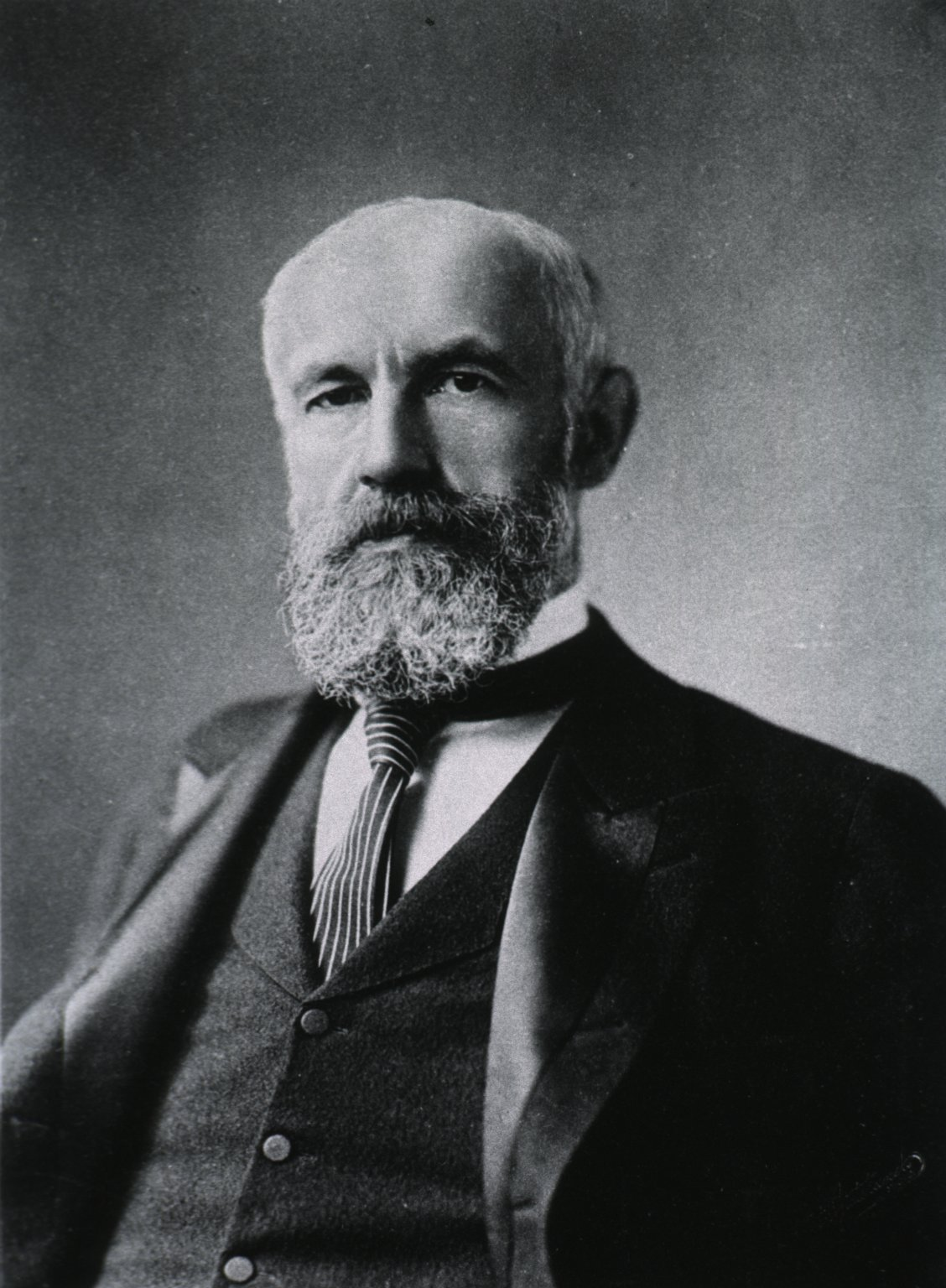
斯坦利·霍尔

美国心理学会的首任主席斯坦利·霍尔於1904年發表《青少年》（Adolescence）一著，其為青少年心理学的首項正式研究。他認為青少年是一个充滿着巨变和骚动的时期。此一觀點是依據當時解釋人類行為的兩个新角度而提出的——它們分別是達爾文的演化論和弗洛伊德的心理动力理論。他相信青少年是人類祖先從原始演化至近代文明的代表。霍爾的論斷直到20世紀50年代才遭到心理学界質疑，因為當時爱利克·埃里克森和安娜·弗洛伊德等心理學家紛紛開始關注青少年心理学，並构想出他們有關青少年的理論。安娜認為青年的心理失调是具有生物学基礎和文化普遍性；爱利克則側重於身份形成與角色實現之間的对立。理論即使有所不同，但以上三位心理學家皆認为青少年本質上是一个充滿骚动和心理混亂的时期。包括同儕關係和文化影響力在內，青少年骚动性較少的部分在20世紀80年代以前基本遭到忽視。此一領域的研究在50年代到80年代期間侧重於描述他們的行為模式，而較忽视行為解釋此一部分。
讓·麥克法蘭於1927年在加州大學柏克萊分校創立了人類發展研究所（Institute of Human Development），其前身為兒童福利研究所（Institute of Child Welfare）。該研究所對於健康發展研究有着重大貢獻。該研究所於大萧条至二戰前此一獨特成長環境下進行了多項關於人類發展的研究。由哈羅德·瓊斯（Harold Jones）和赫伯特·斯托爾茲（Herbert Stolz）於1931年發起的《奧克蘭成長研究》（Oakland Growth Study）則旨在研究生活在奧克蘭地區的兒童的身體、智力和社交發展。該些數據的收集工作始於1932年，终於1981年，使得研究者能夠收集从青少年过渡至成年的研究對象的縱向數據。此外讓·麥克法蘭亦發起了《柏克萊指導研究》（Berkeley Guidance Study），從社會經濟和家庭背景角度分析考察兒童的發展。格倫·埃爾德（Glen Elder）參考了該些研究後，於20世紀60年代提出青少年發展的人生歷程理論，並制定了青少年發展的幾個通则。「時間和地點」通则指出個人發展受制於他們成長的時間和地點；「時間重要性」通则是指人生大事对个人發展的影響取決於「它們發生於何時」這點。「人生聯繫理念」则表明人的發展同時受制於当事人所屬的關係網絡；「人的能动性」通则則認為，人的人生歷程是經由当事人在歷史和社會網絡背景下所作出的選擇和行動來構建的。
美国青少年研究学会（Society for Research on Adolescence）於1984年正式成立，成為世界首個專門負責青少年研究的組織。学会首先處理的一些問題包括青少年的特質是先天还是后天的爭議、青少年跟他們所身处的環境如何互相影響、以及以文化、社交群體和歷史背景等因素來解釋青少年的行為。
像傑里米·格里菲斯般的演化生物學家已从復演論的角度分析青少年心理與从原始祖先演化成現代人之間的相似之處。

## 社交發展

### 身份定位發展
「身份定位發展」（Identity development）是青少年時期的其中一個階段。對於大多數人而言，身份角色定位始於青少年期，他們在期間往往會更願意嘗試从事各种不同的行為，並改變自己的相貌，好讓自己能了解「自己是誰」。為了定位自己的身份角色和了解「自己是誰」，青少年可能會不斷嘗試不同的身份角色，从过程中找出最適合自己的角色。由於家庭生活、環境和社會地位等因素影響，在青少年時期發展和保持自身的身份角色是十分艱鉅的。實證研究表明，與身份定位形成相比，稱此一過程为「身份定位發展」会較準確；研究同时亦證实存有一個使當事人對「自我」此一理念規範化的過程。身份定位的發展主要現於兩個主要方面——「自我概念」（self-clarity）和「自尊」。由于青少年时期的选择会影响到以后的生活，因此青少年的高度自覺和自我控制能力會令其在向成人过渡期间作出更好的决定。研究者会从身分認同、自我概念、自尊三個角度的角度去理解身份定位發展。青少年時期的發展使得由此成長而來的青壯年人更為谨慎。大部分青少年會對自身外貌所經歷的變化更为關注，並投入更多的時間和精力，使自己變得更为体面。青少年所身處的環境亦同樣對身份定位發展有着重大影響，美国心理学会的研究表明，在撫育條件較差的環境下成長的青少年會在身份定位發展上面對較長時間的困難。

#### 自我概念
自我概念是指個體對自己的一系列看法。認知能力會在青少年時期間發展，導致對自我和他人的意識提升，更能意識到他人的想法和判斷；此外抽象思考能力、思考未來的可能性的能力，以及同時考慮多種可能性的能力也會提升。因此與一般只會簡單具體地自描的幼兒相比，青少年的相關能力有着顯著的蛻變——孩童会利用自身的身體特徵來定義自己；青少年則可根據自身的價值觀、思想和觀點來定義自己。
青少年能透過想像构思他們可能會成為的人以及他們的選擇所可能造成的長遠影響/結果。青少年對「他們可能會成為的人」的探索可能會使自我表現出現突然的變化，因為他們可能會選擇/拋棄某些特質和行為，嘗試使自身成為理想中的自己，遠離自身所畏懼成為的自己。這種區別可能會使許多人感到不安，但他們亦會通過表現出「理想中的自己」所應有的行为與其拉近，並以遠離「自身所畏懼成為的自己」所有的行为表現與其拉遠。
自我概念的進一步延伸則為「分化」（differentiation），其始於青少年意識到自身行為和他人認知所受的背景影響，並開始出現描述自己時對自身特質的區別形容。「分化」會在青少年中期間充分發展。在初中期間，青少年對自身人格特質的描述由於會根據具體的情境而作出，因此可能存有矛盾。自我概念的不一致是青少年時期常見的困擾來源。

#### 身分認同
青少年的自我中心主義使得一個自我意識上的慾望得以产生：希望自身在同儕中佔有重要地位，以及嚮往遭社群所接納（social acceptance）。與可能存有矛盾的自我概念相反，「身份認同」在各種情況下皆會穩定一致，且當中的依據可能是過去的經歷或对未來的願景。每個人都有一套屬於自身的自我概念，然而愛利克·艾瑞克森認為並不是每個人都能完全達成「認同」，艾瑞克森的發展階段理論中包含了認同危機，当中青少年需探索不同的可能性，並統合自身的不同部分。他把以上問題解決後的階段稱為「定向型認同/認同成功」（identity achievement），但同時亦強調身份認同的危機「不會在一個時間點中完全解決」。青少年首先根據自身所身處的群體來定義自己。「衣裝能幫助青少年探索新的身份、遠離家長，以及保持與同儕的紐帶」。時裝在「青少年探索自己」这回事上扮演着重要的角色。時裝發展的速度就像青少年人格演變般快速。青少年有意識地嘗試以不同的方式塑造自己，藉此找到最適合自己的身份。他們使自身的形象和他人所看到的形象匹配的嘗試和錯誤，皆能使青少年理解他們是誰。媒體就像時裝般，同樣會影響青少年。「現代生活接二连三地於屏幕、頁面和廣告牌的肉體上顯现」。此一包围网上的訊息會有意識地或潛意識地紮根於青少年的腦海，從而影響青少年的自我形象——青少年身分認同的其中一項影響因子。研究者詹姆斯·馬西亞（James Marcia）提出了針對個體的這些層面的測試，並沿用至今。他的問題分為三個向導：职业、	
思想和人際關係，並根據個人探索未來方向的程度以及对未來獻身的程度對答案進行評分。其結果把人分类为（1）迷失型：所有人的起始；（2）早閉型：未經歷過認同危機，在沒有選擇之下對未來獻身；（3）未定型：探索未來方向中；（4）定向型：不再探索未來，並對未來獻身。
研究顯示青少年早期便會開始自我检视，但在18歲之前很少會達至認同成功。「首年踏入大學」此一事件會顯著影響身份發展，但實際上其可能會延長当事人处於「未定型」的時間，因為此一轉變会鼓勵他們重新審視以前的承諾，並鼓勵他們進一步探索未來的可能性。大部分證據都支持埃里克森的發展階段理論。研究也證實身份發展沒有所谓的終點。

#### 環境與身份
在身份定位發展上，青少年所身處的環境通常扮演了重要的角色。美国大部分关於青少年的研究聚焦於中產白人的孩童；而现有研究表明，若家長愈是富有及有勢力，那麽他們处於青少年时期的孩童的身份定位發展便會愈成功。青少年的身份形成时期是其一生中其中一个最为关鍵的時刻。較近期的人口結構模式顯示，與20世紀中葉的情況相比，現今的兒童-成年過渡期往往会較長，因此跨越青少年和成年早期的青年時期已成為生命歷程中一個更為突出的階段，这亦使各項影響此一發展過程的因素變得更為重要。許多因素會對青少年的社會認同構成影響，包括責任、應對计划，以及社交媒體。這些因素都受到青少年所身處的環境所影響；一般而言，家庭愈是富有及有勢力的孩童，其所擁有的機會和形勢便會愈多愈好。身處於美国內部城市或居於擁有犯罪意欲的鄰里附近的青少年，更有可能接觸到對其發展不利的環境。青少年是發展過程中的一個敏感時期，於此時接觸不良事物可能会對未來產生重大影響。在美国郊區長大的青少年較不可能接觸惡劣的環境，並更有可能參與有利於他們身份定位發展的活動。

#### 性取向與性向認同
性取向是指「一個人對男性、女性或兩性產生的持久情感，喜愛、愛情或性吸引的現象」。心理學家們於近年嘗試了解青少年的性傾向發展。一些理論家認為，性傾向的發展路徑有着許多不同的可能，個體所遵循的具體路徑可能因其性別、傾向以及何時踏入青春期而定。
特羅伊登（Troiden）於1989年提出了同性戀性認同發展的四階段模型。首个階段通常始於童年期，並稱為敏化（sensitization），其特徵在於孩童意識到同性對其的吸引力。第二個階段為認同混淆（identity confusion，或稱認同困惑），通常始於首个階段開始的幾年後在這個階段，年輕人的內心遭到因自身性傾向而起的情绪骚动所壓倒，並開始與同性伴侶一同從事性行為。第三個階段為認同假定（identity assumption），通常始於青少年離家後的幾年，並開始向親友們出櫃，並認同自己為同性戀或雙性戀。第四個階段為承諾（commitment，或稱獻身），當中青壯年人將自己的性認同視為一種生活方式。這個模型預計整個過程始於童年，並持續至20多歲。然而此一模型的效度備受質疑，近年研究者亦積極探討代替這個模型的構思。
就性向認同的角度而言，青少年期是大部分同性戀和跨性別青少年開始認識和理解自己的感受的時候。一旦性認同已經形成，很多青少年便會選擇在這個時候出櫃。許多人可能會經歷一段性傾向存疑或否定的時期，處於這階段的人可能會同時對同性戀和異性戀經驗進行試驗。一項對194名21歲以下的同性戀和雙性戀青年的研究發現，他們意識到自身性傾向的平均年齡大約為10歲，但是向同儕和成人出櫃的平均年齡則分別為大約16歲和17歲。一些年輕人会因不同的理由而难以建立正面的LGBT認同。同儕壓力便是一個很大的影響因素。性傾向存疑的青年人的周圍一旦都是異性戀霸權主義傾向的同儕時，便有可能因與眾不同而感到痛苦。出櫃亦需伴隨一定的心理調息，因为存有一定的風險：事實上當事人一旦向異性戀霸權主義傾向的同儕出櫃，便有可能需面对遭他人排斥、惡意取笑，以至暴力對待的情況，此外他們亦可能遭家人所排斥。正因為如此，LGBT青少年的自殺率可高至異性戀同儕的四倍。

#### 自尊
身份形成的最後一大層面就是自尊，其定義為人對自我概念和認同的感受和意見。大部分關於自尊的理論都指出，不論性别年齡，人們都有維持、保護和提高自尊心的渴求。與普遍的觀點相反，沒有經驗證據顯示自尊感会在青少年期中顯著下降。不稳定自尊（Barometric self-esteem）的波動速度很快，且水平低便有機會導致嚴重的困擾和焦慮，但稳定自尊（baseline self-esteem）在整个青少年期期間仍會高度保持穩定。整體自尊量表的效度備受質疑，許多人認為更具體的量表可能會透露更多青少年的個人經歷。與朋友打好關係的少女更有可能享有高度的自尊，她們的友誼關係的重要功能之一便是令自己身邊存有能夠提供社會和道德支持的朋友。當她們不能贏得朋友的認可，或者找不到擁有共同興趣的人時，其自尊便有可能變得低下。少男更關心的是確立和維護他們的獨立自主性，並嘗試弄清與權威之間的關係。因此他們更有可能從「成功地對朋友構成影響」中獲得自尊；另一方面，缺乏建立浪漫关系的能力便是青少男自尊低下的主因。男女的自尊皆會在分手後變得低下，並容易出現其他症狀。抑鬱和絕望便是其中的兩種，女性抑鬱的可能性是男性的2倍，男性自殺的可能性是女性的3-4倍（Mearns, 1991; Ustun & Sartorius, 1995）。

### 與他人的關係
青少年與同儕、家庭以及社交圈子成員之間的關係在其社交發展上扮演了一定角色。隨著青少年社交圈子快速發展，他們開始能夠區分相识之人與朋友之間的差異，並會投入更多情感/精力於朋友身上。此一情況並不會對青少年構成壞的影響，除非該些朋友把「对其可能有害的事物」介紹給他，並施加有形或無形的同儕壓力。青少年時期是社交發展的關鍵，因為他們很容易受到與自身關係密切的人的影響。此外他們亦会在此期間首次作出完全取决於自身意念的抉擇，這同樣會使得青少年期更為敏感。由於同儕對青少年有着極大的影響，所以與他人的關係對於青少年的社交發展是十分重要的。「與他人的關係」亦能幫助青少年理解性格概念、其是如何形成的，以及一個人為什麼會擁有特定的性格。「心理比較（psychological comparisons）的運用情況既可作為內隱人格理論發展的指標，亦可作為理解性格形成的一項進程。換句話說，通過比較兩個人的性格特徵，我們便可建立一个應用於一般人格理論的框架（而……這樣的理論便會於日後成為了了解特定人物的框架）」。社會比較（social comparison）類似於心理比較，其可應用於發展個人的身分認同、自我概念，以及個人性格。社會比較強調溝通的重要性，繼而使得個人發展中「與他人的關係」得以凸显。

#### 家庭關係

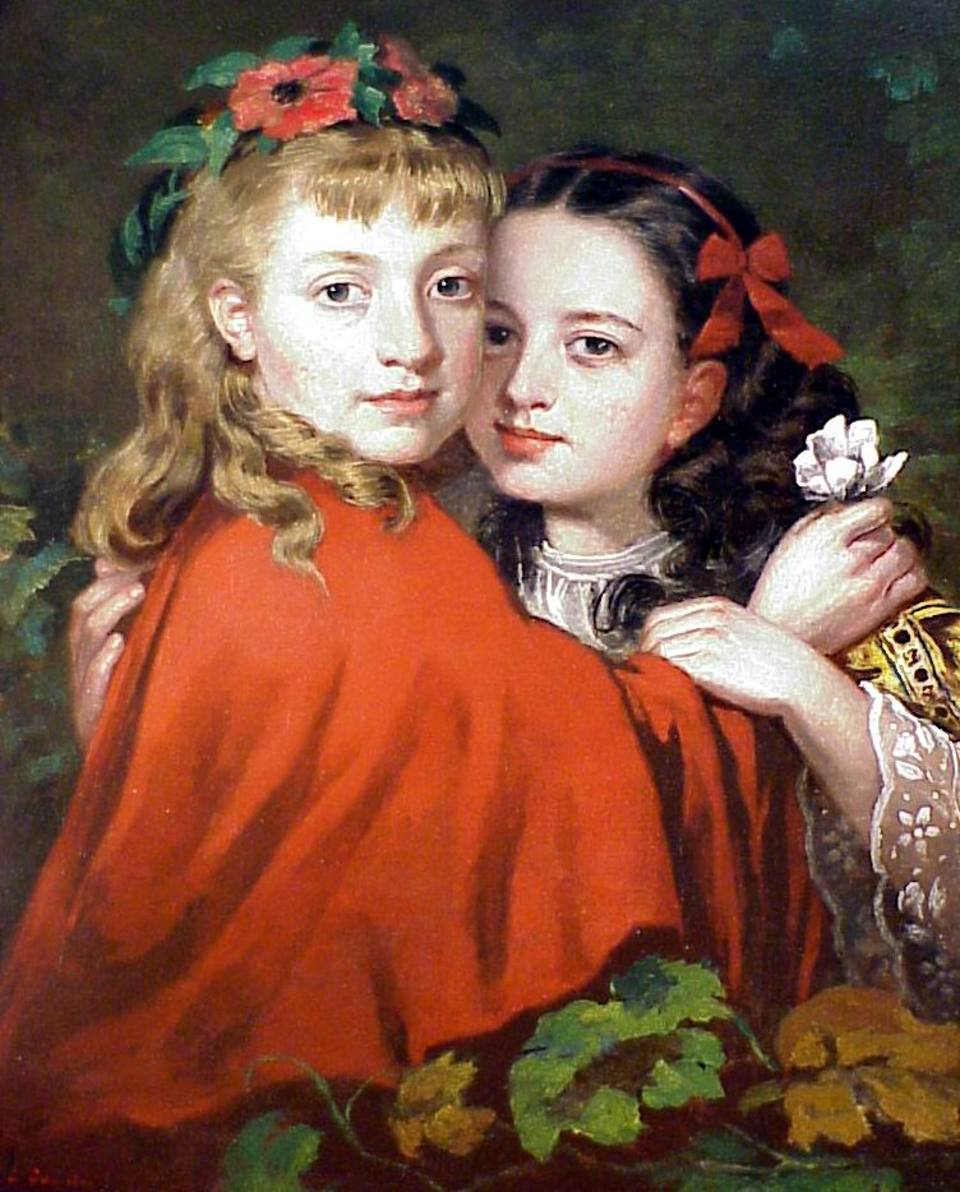
一對處於青少年時期的姐妹

青少年在家庭中的角色有著重大的轉變。年幼的孩童傾向於強烈地坚持自己的主张，不過直到青少年早期以前他們的主张一般不會對家庭決策產生很大的影響，因為照顧者在此時候才會開始平等地看待他們。青少年在獨立性增加的同時，亦需面臨如何與照顧者保持良好關係的難題。他們與照顧者的衝突常常會在青少年時期顯著增加，與家庭的聯繫也變得不那麼緊密。他們與照顧者的爭論一般圍繞着管束上的一些小細節，比如門禁时間、服裝以及私隱權，青少年在爭論發生以前就可能視照顧者的「絕對權威性」為一項問題。隨著朋友的相互影響越來越大，照顧者與青少年之間的分歧亦愈趨嚴重，該些朋友對青少年的影響可能與照顧者的價值觀相反。社交媒體在青少年與照顧者之間的分歧中所扮演的角色亦愈趨重要。雖然在以前照顧者從來不用擔心社交媒體的威脅，但社交媒體對青少年來說卻可能是一個充滿危險的平台。照顧者對青少年在社交媒體網站上所做的事情可能完全不明，因此他們有時難以及時察覺一些對當事人虎视眈眈的法外之徒。許多照顧者對社交網站欠了解，這進一步增加了他們對青少年的不信任感。照顧者與青少年之間的關係的其中一項挑戰便是如何在管控風險的同時，增強在線交流的機會。儘管青少年與照顧者之間的衝突会增加，但這只是相對較小的問題。就重要人生議題的層面而言，大多數青少年的態度和價值觀仍然與照顧者相同。
在童年期間，兄弟姐妹是衝突和沮丧的其中一個根源。踏入青少年期後與兄弟姐妹的關係可能有所轉變，而轉變本身取決於兄弟姐妹的性別。在青少年早期，同性的兄弟姐妹跟自己的亲近度會增加，然後保持穩定。性別不同的兄弟姐妹跟當事人的關係則可能在青少年早期逐漸疏遠，然後在中期亲近度增加。兄弟姐妹跟當事人的互動有助於其社交和自我認識。兄弟姐妹關係保持良好這點能對青少年產生多方面的正面影響。兄弟姐妹能夠扮演同儕的角色，並可能因此增加彼此的社交能力和自我價值感。年齡較大的兄長/姊姊可以對年齡較小的弟弟/妹妹進行指導，不過所產生的影響可正可負，取決於指導內容。
家庭互动的變化可能對青少年產生潛在的重大影響，離婚尤其如此，美國的離婚率高達50%，而這種普遍現象可能會對青少年產生很大影響。子女撫養權的糾紛往往在離婚後不久出現，並會反映出家長如何爭奪控制權及其矛盾的心態。離婚通常會導致青少年與欠子女撫養權的家長的聯繫減少。離婚對於不稳定和经常虐待子女的家庭而言有着積極的影響，因為其會減少家庭衝突；但是大多數研究表明，離婚對青少年以至青少年後的發展皆有負面影響。一項研究發現，與生活在穩定的離婚後家庭的同儕相比，在青少年後期經歷離婚和家庭轉變的子女的數學和社會研究的表現發展較為緩慢。另一項研究則提出一項新的青少年認識结构創傷理論，假設道青少年後期的創傷性生活事件，比如離婚，可能会增加成年後發生衝突行為的機會，不過這種情況可通過有效的行為評估和訓練來舒緩。童年期或青少年期時所發生的父母離婚會繼續對處於20-30幾歲的人產生負面影響，影響其浪漫關係和處理衝突的風格，亦即其會更傾向以「避免」和「對抗」的方式處理衝突。
儘管家庭對於青少年的影響不同其以往，但家庭環境仍深深地影響其所作出的抉擇和行為。與照顧者關係良好的青少年從事各種高風險行為的可能性較低，該些行為包括吸煙、飲酒、打架、從事沒有任何安全措施保護的性行為。照顧者亦對青少年的教育構成影響。一項由西格爾德（Sigrud）和布倫達爾（Blondal）於2009年發表的研究表明，在14歲時便認定照顧者是有权威的青少年（权威型管教），更有可能在22歲以前完成中學學業——這是因為權威型家長会支持和鼓勵他們這樣做；為了避免其失望的青少年便會努力達成其期望。

#### 同儕關係
同儕團體會對青少年的社交和一般發展產生極大影響。青少年與同儕的交流量顯著增加，關係較其他人生階段强烈，並對青少年所作出的決策和抉擇產生更大影響。高質量的友誼關係有助於青少年的個人成長，不論該些朋友有怎樣的特質。兒童期時的交流和所建立的友誼關係會成為同儕團體的初型框架，同時亦可能會在其踏入青少年期時幫助了他。同儕團體在青少年時期尤其重要——進入青少年期的其中一個特徵就是與同儕一起渡過的時間顯著增加，和成年人的監管減少。與兒童時期相比，青少年更傾向於與異性結交，並傾向跟擁有共同特徵的同儕團體產生共鸣。青少年亦普遍在有困難時去尋找朋友一同應對。
與同儕團體之間的交流有助於青少年探索自己的感受，發展身份定位和像共感以及領導能力般的社交技能。青少年會依據能在自身發現的特徵選擇加入哪一個同儕團體。這些關係能使青少年更為接受「將成為的自己」。團體規範和價值觀亦會滲入青少年的自我概念中。通過對同儕特質、自身意見和價值觀的反思和發展新的溝通技能，青少年更可以適切地分享和表達自身的情感，避免遭他人批評和排斥。儘管同儕團體可在學習動機和表現等方面對個體產生積極影響，不過其對社交發展的影響可正可負。同儕可能會對個體產生消極影響，比如個體可能會因同儕壓力而嘗試濫用藥物、飲用酒精飲料、破壞公物、偷竊物品。同儕壓力的易感性在青少年早期增加，並在約14歲時達至高峰，隨後下降。研究者亦在西班牙青少年身上進一步找到同儕對社交發展產生負面影響的證據：對問題的情緒反應和情緒不穩與針對同儕的肢體暴力有關。肢體暴力和人際關係欺凌行為皆與不少慢性心理問題有關，其中之一便是抑鬱症，社交排挤同樣會造成這樣的後果。正因為如此，被欺凌的青少年往往會出現與欺凌有關的繼發性問題。被欺凌的青少年於日後更有可能會欺凌他人。不過此一關係是否適用於網絡欺凌仍是一項問題。
在青少年早期，他們會經常跟與自己親近的同性别同儕結黨。儘管人們普遍認為「朋黨」會對其產生負面影響，但事實上它有助於青少年適應社會和進行身份定位。例如忠誠感和競爭感可能會在一群運動能力極強的男性同儕中產生。朋黨亦扮演了「家長」的角色，能讓青少年明白什麼事情是應做/不應做的。不論同性還是異性，很多青少年後期階段的朋黨皆會包含之，因為他們會開始發展恋情。朋黨會因更以伴侶為中心的關係而破裂。在宏觀層面上，青少年常與擁有共同嗜好及活動的圈子結交。某些年輕人的刻板印象是由所身處的圈子而定的，比如Jock（某些运动的狂熱粉絲）、Nerd。多元民族共存的高中往往以種族為依據組成圈子。雖然圈子在青少年早期至中期時存有很大的影響力，但它往往會在高中階段顯著減弱，因為學生的身份角色定位會在該階段更為個人化。
溝通渠道亦對青少年的交流十分重要，其包括臉對臉交流、電子郵件、短信、電話等。青少年是新型溝通方式的重度使用者，他們会較常使用像Facebook般的社交網站和短信跟他人交流，在面對同儕時更是如此。青少年會使用在線技術來尝试新的身份角色，並擴大他們的同儕圈子，比如努力增加在Facebook等社交媒體上的好友數量。儘管一些青少年會使用這些新興渠道來加強與同儕之間的關係，但一些則會把其應用於網絡欺凌等負面行為上，並可能對家庭產生負面影響（參見家庭關係一節）。

#### 戀愛關係和性行為
戀愛關係的盛行率會在青少年階段日趨上升。53%的15歲美國青少年在受訪前18個月存有一段維持至少1個月的戀愛關係。據香港家庭計劃指導會於2011年為2934名中学3年級-7年級進行的調查顯示，49.6%的少男及52.3%的少女曾有與異性约会的经驗，平均首次约会年齡分別為13.3岁和13.5岁:8、12。據一項在2013年發表於《柳葉刀》的英國全國調查顯示，英國兩性的平均首次性交年齡為17.0歲，16–24歲組則為16歲，24.4%的受訪者表示在16歲以前有從事過性交。美国國家衛生統計中心的特別表列顯示，2011年至2015年15-44岁的受訪者的平均首次性交年龄為17.2歲（不論男女）。中國性學家潘綏銘於2015年進行的調查顯示，分別約40%和20%的男女於18歲時有过性交。據香港家庭計劃指導會於2011年為年齡介乎18-27歲的青年進行的調查顯示，50%的男性及42%的女性從事過性交；已從事過性交的男性及女性平均首次性交的年齡分別為17.7歲及18.2歲:49。根據中華民國衛生福利部國民健康署於2013年進行的調查顯示，高中職、五專學生13.8%有性經驗（男生13.1%、女生14.6%）。關係持續時間亦會隨著青少年的成長而增加，這可由性成熟和維持戀愛關係所需的認知技能的發展來解釋，不過該些技能在青少年晚期以前都不會有很大的發展。長期的戀愛關係高質量關係能使青少年獲得維繫日後的高質量關係所必需的技能。總體而言，青少年的積極浪漫關係可帶來長期的好處。高質量的浪漫關係亦與成年早期的高度獻身有着關係，並可能跟自尊、自信和社交能力正相關；例如一個積極自信的青少年會認為自己是一位成功的伴侶，而消極的人則欠缺相關的自信。青少年通常會依據種族、民族、受歡迎程度和身體吸引力這些標準來選擇約會對象。然而個體的擇偶標準存有分歧：雖然大多數青少年會選擇與自身年齡相符的人作約會對象，但少男較傾向於選擇年齡比自身小的人作約會對象，而少女則傾向選擇年齡比自身大的。
露西亞·奧沙利文（Lucia O'Sullivan）等人發現處於中學生所經歷的戀愛事件沒有顯著的性別差異。大多數受訪青少年表示他們已跟伴侶接吻、牽手、自認处於情侶關係，並跟人披露之。這顯示個人對戀愛關係的想法及公眾對此的認識都對該些青少年樣本產生重要影響。與戀愛事件（牽手）和社交事件（在團體中披露情侶關係）相比，性事件（例如性接觸、性交）較不常見於樣本中。研究者指出以上結果是重要的，因為其聚焦於戀愛關係對於青少年的積極影響，而不是側重於性行為及其後果。
青少年的性成熟亦會表現於社交互动中。儘管他們可能會從事不存在任何情侣关系的性行为，但此階段所發生的性經歷大多都發生於戀愛關係中。青少年也會使用科技和社交媒體來尋找心儀的戀愛對象，因為他們認為上述渠道較為安全，並可籍此發展進一步的關係。接吻、牽手和擁抱這些行為一般皆代表當事人滿意這段關係。飽受暴力對待、常感到抑鬱和關係質量差的青少年較有可能於早期便從事以生殖器刺激為特點的性行为。不過此一關係並不適用於青少年晚期發生於戀愛關係中的性經歷。一些研究指出一些引起青少年於早期就從事性行为的遺傳因子亦是他們犯罪的風險因子，顯示一些人同時擁有於早期就從事性行为以及經歷情緒困擾的風險。然而對於年紀較大的青少年而言，擁有戀愛基礎的性經歷實際上與較少的異常行為相關（结果已考慮遺傳因子的影響），不存在任何情侣关系的性經歷則跟上述情況相反。
約會暴力在青少年当中相當普遍。10-45%的美國青少年報稱曾在關係當中曾遭受肢體暴力對待，四分之一至三分之一则曾遭受精神暴力對待。該些暴力行为包括揍打、扔東西以及掴臉，不过該些行为一般不會達至需要求醫就診的程度。肢體暴力的出現頻率会在高中階段至成年人早期期間逐漸减少。青少年異性伴侶出現暴力行为的頻率不像成年伴侶般存有顯著性別差異。
青少年的性行为在當代社會伴有一定的風險。可能的風險包括情緒困擾（比如害怕遭到侵犯）、感染像愛滋病般的性傳播疾病、未成年懷孕。美國性傳播疾病新發病例的一半为15-24岁的青少年/早期成年人。美國的青少年更可能抱有「只進行性交以外的性行为便没問題」的思想，因为他們錯誤地相信這能減低感染性傳播疾病的風險。

## 文化

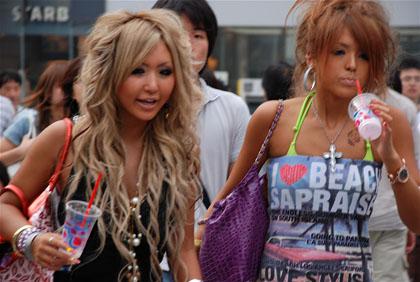
日本東京的青少女

青少年發展的某些特點更為貼近文化方面。文化的其中一種定義為：「沿襲過去且得到人們重視的行為和象征，並能为社群提供了一個構成框架」。文化是一種需學習和社會共享的事物，且會影響生活的所有層面。社會責任、性表達和信念体系的發展皆可能因文化而有所不同。青年文化是統合青年的某些特點而产生的一种文化，該些特點包括衣裝、音樂、所使用的媒體、就業、藝術、所選擇的食品和飲料、娛樂以及語言。由此可見，文化對於青少年的生活有着很大且普遍的影響，以致研究者在研究青少年時亦需理解他們的文化。然而「文化」本身不跟國家或民族同義。許多文化存在於特定的國家、種族和社會經濟體之內。此外研究者亦需避免以自身文化的角度研究青少年的文化。
在第二次世界大戰期間，青少年首次得到英國大眾的廣泛關注，因為他們開始擔憂青少年犯罪。到了20世紀50年代，英國媒體開始以「反叛的一代」來形容他們。照顧者和子女之間的配合度於隨後增加，使得政治家和老一代的道德恐慌開始淡去。受到新經濟政策保障的工薪階層照顧者因此鼓勵青少年多享受冒險的生活。校園亦遭描述為「危險的黑板叢林」。20世紀60年代的英國媒體將青少年歪曲描述成「過於富裕且淫乱的一代、屡次犯罪且抗衡文化的反叛者」，這些描述並不反映普遍年輕人的實際經歷，對於青少女而言更是如此。

### 自主權
青少年的自主權因文化而異，故此青少年擁有自主權的代表行為亦不盡相同。心理學家已把自主權的類型分為三大類：情緒自主、行為自主以及認知自主。情緒自主是根據青少年與他人的關係來定義的，此外考慮因素通常亦包括跟成年人和同儕所發展的情感聯繫。行為自主包括青少年調節自身行為、依據個人決策行動，以及自我管理的能力。文化差異在行為自主中尤其明顯，因為它跟個人時間管理等問題有關。認知自主是指青少年進行獨立推理和決策，而不過度依賴社會验证的能力。自主感會在青少年階段加强，这可歸因於青少年的社會關係擴大、外觀日益成人化、擁有更多的權利/責任，以及認知發展加劇。恰当的自主發展與良好的心理健康、高度的自尊和上進心、積極的自我概念、以及自律/控制行為有關。此外已有發現顯示，當青少年對自主權的感受與他們的照顧者吻合時，他們的心理健康狀況會較佳。
問卷《青少年时刻表》（teen timetable）可用於評估「个体認为青少年從事某些與自主權有關的活動的合適年齡」，以及不同文化對青少年自主權的看法有何差别——白種青少年及其照顧者一般比亞裔更為希望自身/被照顧者於較早的時候就能達至獨立自主。由此可見青少年自主權存有文化認知上的差異，繼而影響青少年的生活方式及發展。與「個性」和「自由」這兩個概念相比，「相互依存」此一理念可能較有助於理解生活在撒哈拉以南地區的青年的發展。

### 社會角色和責任

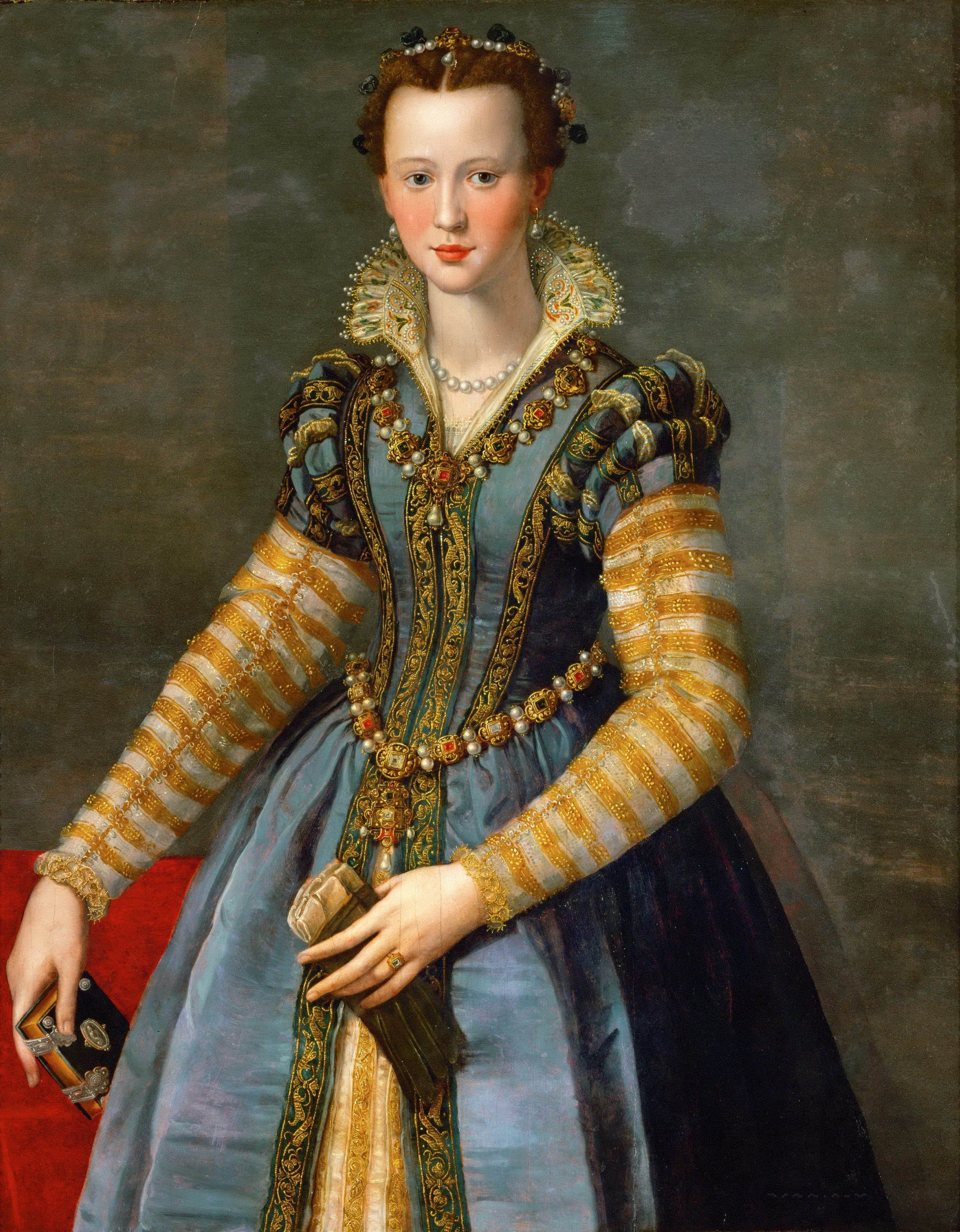
一名貴族青少女的肖像

在不少文化中，青少年的生活方式深受社會對其應扮演的角色的期望所影響。「分擔家庭責任的期望」是青少年行為規範化的一個重大影響因子，比如某些文化會期望青少年在家務和家庭責任上有著重大建樹，但具體的家庭責任會因文化、家庭類型以及年齡而異。一些研究指出，「多從事家事」会對青少年的自我價值感、關懷度以及顧他精神產生正面影響。
除了分擔家務以外，一些文化亦同時希望青少年分擔家庭的財務責任。家庭經濟和金融教育專家的分析指出，青少年可在儲蓄、消費以及對未來的財務目標進行規劃之中，發展出良好的金錢管理技能。不同家庭在財務責任分配和零用钱提供方面的差異，可能是在反映各式各樣的社會背景和家庭內部景況，以上兩者可能會進一步受到不同的文化規範、價值觀、某些社會的市場經濟和商业發展所影響；比如生活在許多發展中國家的兒童往往需要輟學工作，所以其所受的正規教育相對較少。
雖然人們常在青少年階段加入勞動大軍，但由於高等教育的可及性和重要性增加，現今於此階段加入勞動大軍的人數較以往低。比如在1980年，一半16歲的中國青少年已經就業；十年後的相关人口则已降至不足25%。
此外青少年在工作和休閒活動上花費的時間會因文化而異，這是因為不同文化的規範、期望和經濟狀況有所差異。與許多國家相比，美國的青少年花在學習或工作上的時間較少，花在休閒活動上的時間則較多。這些差異可能會受到該青少年所身處的文化對教育的看法，以及社會和家庭對其應承擔的責任的期望所影響。
綜上所述，青少年的時間管理、財務角色和社會責任與教育、職業發展、文化規範和社會期望有著密切的關係。青少年對其所承擔的責任的體驗在許多方面決定了他們「邁向成人之路」的長度和質量。

### 信念體系發展
青少年的特徵往往包括對世界的理解出現轉變、開始擁有人生方向，以及積極尋求嶄新的理念，而不是毫無疑問地接受成年人權威的觀點。青少年通過與社會、家庭和文化環境的互動，來發展出一套獨特的信念體系。雖然宗教不一定是每個青少年的生活經歷的一部分，但他們仍可以形成一套與自身、世界以及遠高於自身的存在有關的信念。這一過程通常伴隨有意義的文化傳統，以證明當事人正式過渡至成年，包括坚振圣事、各種的儀式、习惯、通過儀禮。

### 性
許多文化透過性方面的一些里程碑來定義當事人是否已過渡至成年，比如初精和初潮。除生物因素之外，青少年的性社會化进程高度取決於他們的文化對青少年或婚前性行為的態度。在美國更是如此，當地有評論簡單地認為青少年的「熾灼激素」最終會使其發生性行為，並視其為「令成年人深感憂慮的風險」。由於美國青少年的性行為盛行率居高不下，所以在當地「性教育應如何開展」這點存有爭議，爭議點其中之一便是「學校應採用婚前守貞教育還是綜合性性教育」，這可以追溯至國家所教的應是「宽容的還是具有限制性的」的爭論。拘束的性文化顯然會阻礙未婚青少年的性活動，並可能持續至青少年接受正式的通過儀禮為止。這些文化可能會透過隔離男女性、當眾羞辱和體罰這些方法，來試圖限制性行為的出現。宽容的文化較能接纳青少年的性表象以及男女在公共和私人空間所發生的互動。同樣拘束但相關程度較低的文化可能會接納青少年某些方面的性表象以及男女在公共和私人空間所發生的互動，不過另一些則可能不獲接納。比如一些文化雖接納青少年的性行為，但不接納青少年懷孕；一些則不反對青少年性行為和青少年懷孕，只要在婚內發生便沒問題。未婚青少年的性行為在某些較宽容的文化中遭到接納，甚至鼓勵。不論當地文化是拘束的還是宽容的，對性表達的期望皆可能存有性別差異。不同文化對於該些期望的表達方式亦可能有所不同，有些通過法律，也有些通過約定俗成的規範表達之。LGBT青年可能受到他者欺凌、歧視，並可能在向他者出櫃時受創。因此青少年所處的文化的性態度圍可能會影響青少年的信念、生活方式和社會認知。

### 法律問題

#### 飲用酒精飲料和使用非法藥物

##### 盛行率
美國青少年非法藥物的使用率在20世紀90年代至2000年代中期持續下降後反升。大麻是繼酒精飲料之後最常被美國青少年濫用的藥物。美國國家藥物濫用研究所所收集的數據指出，在2007-2011年期間美國青少年的大麻使用率從8年级学生的5.7-7.2％，升至10年级14.2-17.6％，然後在12年级則升至18.8-22.6％。此外近年MDMA的使用率也在激增；在2010年至2011年間，美國高中學生的MDMA使用率從1.4％上升至2.3％。銳舞文化的普及跟MDMA的高度使用很可能在某個程度上有關。
據香港保安局禁毒處的2014年統計顯示，每100名香港15-19歲青少年當中有0.21名曾被呈報濫用藥物，總計有417名。15-24歲的青少年/青年最常濫用的藥物為氯胺酮，其次為大麻。
處方藥的可获得性增加會使青少年濫用藥物的情況加劇。隨著診斷成患有行為和注意力障礙的學生人數增加，以服用維柯汀和阿得拉尔等藥物取樂的青少年亦變得普遍。美國15.2％的高中學生報稱在過去一年內曾濫用處方藥。
美國青少年酒精飲料的飲用率目前處於史上最低水平。在接受調查的學生中，有8％的8年級學生在上個月至少喝醉了一次；10年級學生的相關數字為13.7％；12年級則為25％。美國中學學生的吸煙情況不太普遍（11.7％），現今反而是使用大麻的人較多（15.2％）。研究顯示，晚期青少男使用大麻的可能性顯著高於處於同一階段的青少女。該研究指出學生使用大麻的情況存有明顯的性別差異。研究發現男性多於小學和高中時開始使用大麻，而大多數女性則在高中後才開始。這可歸因於社會對大麻的觀點：藥用價值和合法化等問題皆使得社會對大麻的印象更為正面，吸煙的健康風險則繼續使人們敬而遠之。與不飲用酒精飲料的青少年相比，飲用酒精飲料至一定程度者使用非法藥物的可能性高出16倍。

##### 社交群體的影響

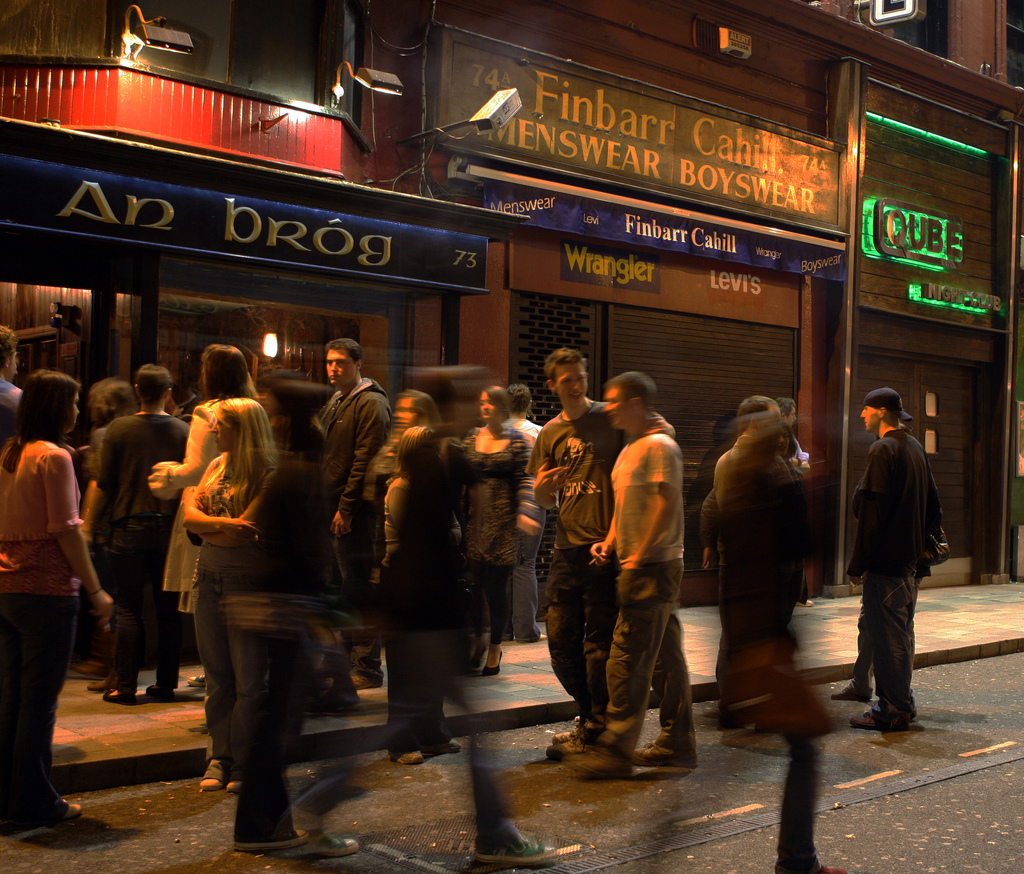
年滿18歲並在愛爾蘭酒吧外面遊逛的青少年。雖然愛爾蘭的法律規定18歲以下的人不得在家外喝酒，但這並不嚴格執行。

同儕和社會規範對青少年起始時的行為有着很大的指導作用；因此青少年主要是受到朋友和同學的影響而飲用酒精飲料和使用非法毒品，繼而成為習慣。研究表明，在高中的朋友和同儕對使用非法藥物的看法與當事人使用非法藥物的習慣高度相關，相關的關係會隨著時間推移而變得更為顯著。儘管社會對青少年飲用酒精飲料和使用大麻的影響往往是直接且顯著的，但中學的同儕和朋友對大麻的規範會對當事人會否使用大麻這點產生深刻的影響。

##### 人口因子
兩性飲用酒精飲料的動機在青少年中後期以前分別不大；其在14-15歲時左右才會有顯著差別——青少男比少女更傾向因社交上的動機而飲用酒精飲料；少女則傾向視其為舒解情感的一種方法。不過青少年晚期和成年早期的男女的相關動機皆會以享樂為主，舒解情感為次。
飲酒習慣及其背後的動機往往會反映一個人的某些性格特點。五大性格特质的其中四個跟飲酒動機有關（只有經驗開放性此一特质無關）。對酒精飲料的渴求增加往往反映出當事人的高度外向性；享樂動機通常也反映當事人的盡責性低，相關表現為抑制能力低下和好鬥性增加。「借酒消愁」則跟高情緒不穩性和低親和性高度相關，此外還跟像焦慮、抑鬱和自卑般的情绪問題有關。
研究顯示青少年即使身處於不同的文化，他們的飲酒動機仍有高度的一致性。「社交活動」和「享樂」這兩個要素在青少年的相關抉擇中扮演着十分重要的角色，不論文化背景。在阿根廷、香港和加拿大進行的調查表明，青少年最普遍是為了享樂而飲用酒精飲料——80％的阿根廷青少年報稱他們是為了享樂而飲酒；為了改善負面情緒的則只有7％。加拿大的青少年則較多回答道：「為了令自己狂欢」（18％）、「因為我喜歡飲酒」（16％）、「為了令自己飲醉」（10％）；香港的女性受訪者較多報稱是為了「社交享樂」而飲酒，男性則較多為了「酒精的效果」而飲之。

### 媒體

#### 身體意象
研究者已針對「身體意象對青少年的影響」此一主題進行了大量研究。與上一代相比，現今青少年接觸媒體的機會明顯增加。研究顯示現今美國的青少年平均每年觀看約1500小時的電視節目。因此現今青少年會接觸到許多關於「社會所追求的美」的資訊。對自己的形象或外表感到不滿意的現象稱為「身体形象不满」（body dissatisfaction）。對於青少年而言，身体形象不满往往與體重、低自尊以及非典型飲食模式有關。學者們仍在探討媒體對青少年身体形象不满的影響。

#### 媒體之普及

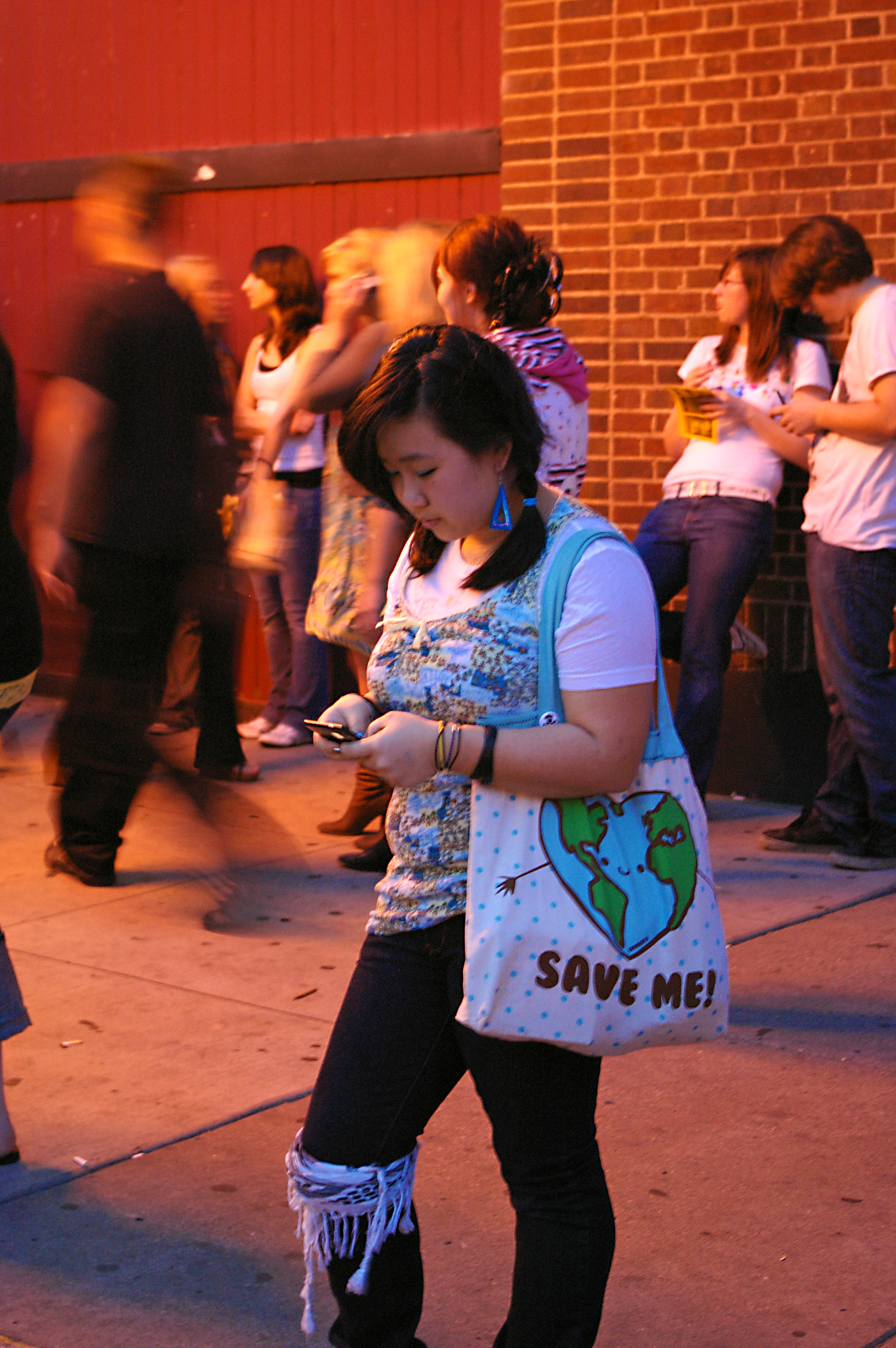
一名正在發訊息的青少女。

由於青少年接觸媒體的機會在過去10年間增加，使得青少年利用電腦、手機、音響和電視接觸各式各樣的流行文化的情況也相繼趨向普及。幾乎所有美國的住家至少擁有一台電視機；超過75％的青少年居住點可以接達互聯網，至少會偶爾上網的美國青少年则超過9成。由於青少年會花很多時間於這些設備上，所以他們接触媒體的機會也很高。青少年花在電腦上的時間在過去數十年大幅增加。青少年最常進行的線上活動包括玩電子遊戲、收發電子郵件和即時訊息、瀏覽社交網站及新聞網站、觀賞視頻以及聆聽音樂。

#### 社交網絡
青少年的社交網站使用率很高——截至2012年，73％12-17歲的美國青少年報稱自己至少擁有一個社交網站個人檔案；68％的青少年每天發至少會發一條文字訊息；每天訪問社交網站的有51％；每天至少發送或接收一條推文的則有11％。34％的青少年每天瀏覽他們主用的社交網站數次，23％的青少年是「重度」社交媒體用戶，亦即他們每天至少使用兩種不同的社交媒體平台。
雖然研究尚無定論，但一些研究結果表明，電子交流並不利於青少年的社交發展，且會削弱他們的社交技能。一篇2015年的綜述指出：「青少年普遍缺乏應對網絡欺凌的策略意識，此一现象跟他們患上抑鬱症的可能性增加有關。」研究顯示互聯網削弱青少年社交技能的方式存異。在線社交往往會讓使青少女容易受伤，而網吧交際則只會影響青少男的學業。但一些研究指出，在線交流能使朋友更為親近，並能幫助社交焦慮的青少年，因為他們可能更容易在网上進行社交互動。更確切的研究發現使用互聯網對青少年的身體健康有負面影響，因為其會令他們進行體育活動的時間減少，不過互聯網上亦包含大量關於健康的資訊，能對青少年起了一個教育的作用。

### 過渡至成人

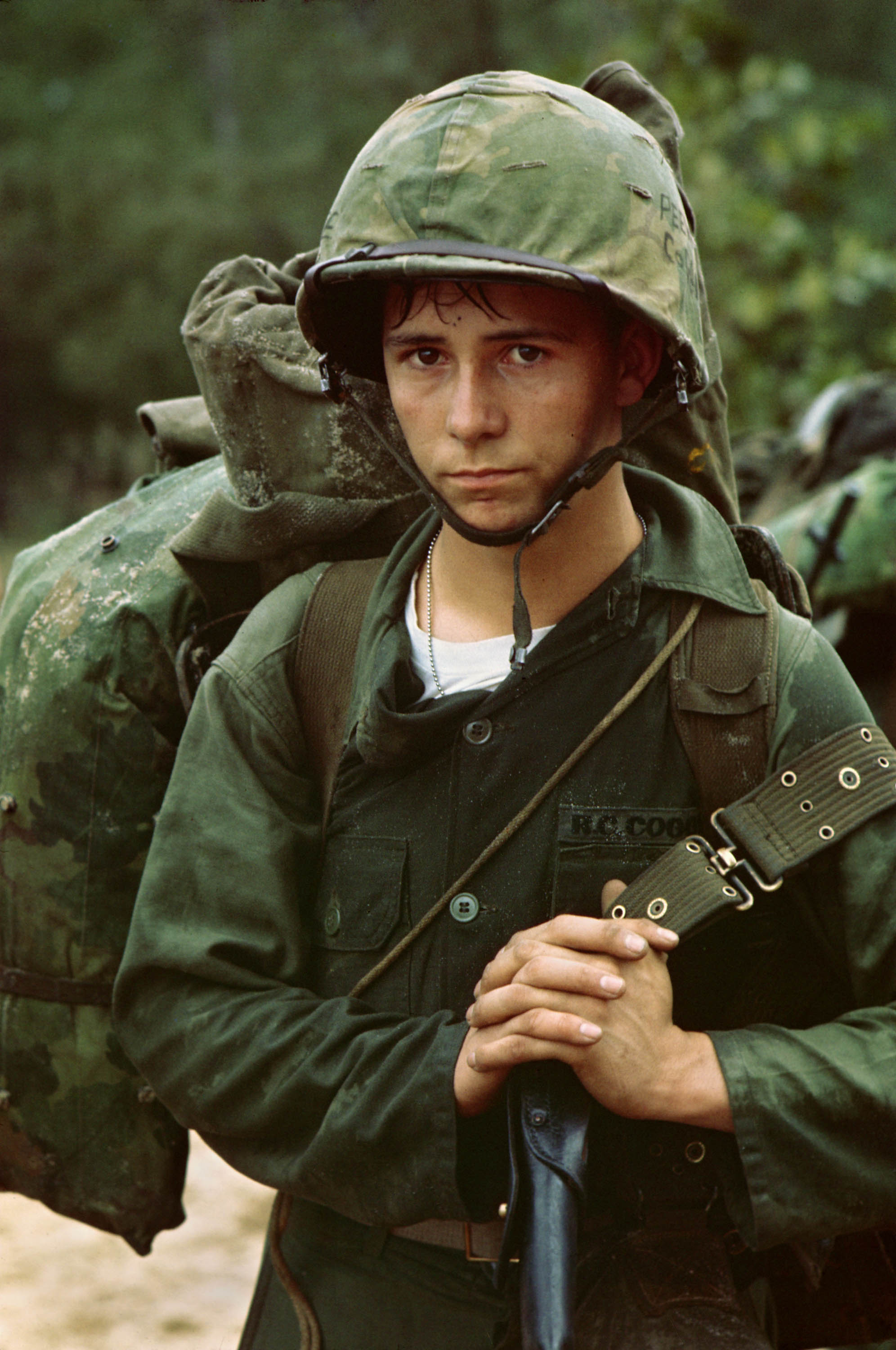
越戰時的美國年輕士兵（攝於1965年）。

在廣義上，青少年的定義為兒童至成年人之間的過渡階段。霍根（Hogan）和阿斯通（Astone）於1986年指出，此一過渡階段可能包含一些里程碑，比如結束學業生涯、開始從事一份全職工作、離開伴隨自己成長的家、结婚、首度成為孩子的家長，但是該些里程碑的發生時間因文化而異。在美國等國家，青少年期可持續達十年，但在一些國家，此一過渡階段只會持續幾天，並以一些儀式來證明當事人已成年。
社會和宗教性的「成年禮」遍佈世界各地，其例子包括坚振圣事、猶太教成人禮、拉丁美洲成人禮Quinceañera、美國16歲時的生日sweet sixteen等。在一些國家，「开始仪式」（initiation ceremonies）是當地人民過渡至青少年或成人的重要標誌。當事人服裝或紋身可能會伴隨著相關仪式而變化。

## 對現行理論的批評
某些關於青少年的理論一直受到像羅伯特·愛潑斯坦般的專家的批評，羅伯特認為尚未完全發展的腦部並不是青少年骚动的成因。有些則批評「青少年」此一概念，因為它是一個相對較新的現象，在人類史上才出現不久，並批評道此一概念會稚化美國社會中的年輕人。羅伯特·愛潑斯坦和詹妮弗·翁（Jennifer Ong）在《科學人》的一篇文章中指出：「美國式的青少年騷動在超過100種文化中並不存在，由此可見它不是無可避免的。其次腦部本身會因經歷而變化，使得我們無從得知『該些變化是因還是果？』。」大衛·莫什曼（David Moshman）同樣指出：「儘管腦部研究對於青少年的全面刻畫十分重要，但其不是該些變化的最終答案。」
另外一些批評者指出，腦部發展同樣存有個體差異（比如一些早期青少年的胼胝体尚未發展完全），批評現行理論過份概括，且認為青少年行為跟KZ綜合症（監獄中成年人的囚犯行為）十分相似，同樣可以通過壓迫來解釋侵略行為，以及可以通過『囚禁』來解釋風險行為——囚犯对出獄的渴求大於改進囚禁環境的渴求。認為這一理論成功地預測了由長期創傷所致的成年「不成熟」行為。他們認為官方對「甚麼對個體是好或壞的」的臆測並不可靠，兼指出「家長式作風的正確」可能會對個體構成壞影響。